# گارن، قلمرو پایتختی استرالیا
گارن (به انگلیسی: Garran) یک حومه شهر در استرالیا است که در قلمرو پایتختی استرالیا واقع شده‌است.